# Alvorada (Tocantins)
Pour les articles homonymes, voir Alvorada (homonymie).
Alvorada est une municipalité brésilienne située dans l'État du Tocantins.